# Albert Kiefer
Albert Kiefer (* 21. März 1918 in Niederbühl; † 21. Februar 2018) war ein deutscher Maler.

## Leben
Kiefer diente im Zweiten Weltkrieg als Soldat und wirkte später als Kunst- und Werkerzieher an verschiedenen Schulen. Er war Rektor an der reformpädagogischen Modellschule Carl-Schurz-Schule in Baden und arbeitete dann in der Lehrerbildung in Hessen.
Kiefer war zunächst ab 1964 Studienrat im Hochschuldienst und ab 1972 Professor für Kunstpädagogik am Institut für Kunstpädagogik der Goethe-Universität in Frankfurt am Main. Hier lehrte er vor allem Grundlagen des Gestaltens. 1983 ging er in Pension, lehrte aber noch bis 1997 und bot Seminare zur „Ästhetischen Erziehung in Theorie und Praxis seit 1945“.
Sein Sohn ist der Kunstmaler und Bildhauer Anselm Kiefer.

## Ausstellungen
- 2008: Stadtmuseum Rastatt, naturalistisch gemalte Landschaften, Bäume und Blumen, Ansichten von Niederbühl und Umgebung
- 2013: Städtische Galerie Fruchthalle, Kunst in Baden, Rastatt
- 2018: 25 Jahre Fruchthalle, Städtische Galerie Fruchthalle, Rastatt[3]